# Світленко Сергій Іванович
Сергій Іванович Світленко (* 7 липня 1957, м. Дніпро) — український історик, україніст. Доктор історичних наук (2000), професор кафедри історії України (2001), декан історичного факультету Дніпровського національного університету імені Олеся Гончара (2002-2022).

## Життєпис
Народився 7 липня 1957 року в м. Дніпро в родині інженерів-службовців, українець. Середню освіту здобув у СШ № 26 Дніпропетровська. У 1974—1979 рр. навчався на історичному факультеті Дніпропетровського державного університету, який закінчив з відзнакою. Випускник Дніпропетровського державного університету (нині — Дніпропетровський національний університет імені Олеся Гончара) за спеціальністю «Історик, викладач історії та суспільствознавства» (1979). Працював вчителем історії та суспільствознавства середньої школи № 58 м. Дніпро (1979—1982).
У 1982—1985 рр. — аспірант ДДУ при кафедрі історії СРСР та УРСР (науковий керівник — професор Д. П. Пойда). Захистив кандидатську дисертацію «Деятельность типографий общероссийского революционного подполья на Украине в буржуазно-демократический период освободительного движения (1861—1895 рр.)» (Дніпро, ДДУ, 5.09.1986 р.). Кандидат історичних наук (1987 р.). Доцент (1990).
Докторант ДДУ (1994—1997) (науковий консультант — проф. М. П. Ковальський). Захистив докторську дисертацію «Народництво в Наддніпрянській Україні 60—80-х років ХІХ століття: проблеми історіографії, джерелознавства та археографії» (Дніпро, ДНУ, 15.11.2000 р.). Доктор історичних наук (2001), професор (2002). Дійсний член АН соціальних технологій і місцевого самоврядування (2003).
З 1985 р. на науково-педагогічній роботі в ДДУ (ДНУ). Асистент (1985—1987), викладач кафедри історії УРСР та СРСР (1987—1989), водночас заступник декана історичного факультету з навчальної роботи (1987—1988), доцент кафедри історії СРСР (1989—1992), доцент кафедри російської історії (1992—1994), завідувач кафедри історії України (1997—2005), виконувач обов’язків завідувача кафедри історії України (2005—2010), декан історичного факультету ДНУ (від 2002).
За роки науково-педагогічної роботи в ДНУ підготував та прочитав більше ніж 10 загальних і спеціальних лекційних курсів з історії СРСР, Росії, давньої й нової історії України, історіософії історії України. Автор і співавтор понад 430 наукових і навчально-методичних праць, зокрема 11 монографій, 19 навчальних посібників, посібників, курсів та конспектів лекцій, 4 документальних збірників. Учасник більше ніж  200 наукових конференцій, семінарів, круглих столів.
Наукові інтереси: історія України кінця XVIII — початку XX ст., історіографія, джерелознавство, археографія, історіософія, історико-краєзнавчі аспекти історії суспільного руху Наддніпрянської України середини ХІХ — початку XX ст. Підготував 15 кандидатів, 1 доктора історичних наук, а також низку бакалаврів, спеціалістів та магістрів.
З 2002 р. — відповідальний редактор журналу «Вісник Дніпропетровського університету. Серія Історія та археологія». З 2004 р. — член редакційної ради цього ж видання. Відповідальний редактор збірників наукових праць: «Наддніпрянська Україна: історичні процеси, події, постаті» (2001—2017, вип. 1—15), «Придніпров’я: історико-краєзнавчі дослідження» (2004—2017, вип. 1—15). Член редакційних колегій таких видань, як «Бористен», «Грані», «Ейдос», «Проблеми політичної історії України» та ін.
З 2002 р. — член вченої ради ДНУ. З 2003 р. — член (з 2004 р. — заступник голови) спеціалізованої вченої ради з історії при ДНУ. Член експертної ради з історії ВАК і ДАК України (2004—2008, 2014—2015). Експерт Наукової ради МОН України (2008—2011), вчений секретар секції НР МОНУ (2011—2015), заст. голови секції НР МОНУ (з 2015). Член Атестаційної колегії МОНУ (2010—2011).
З 1999 р. — член Наукового товариства ім. Шевченка та Всеукраїнської спілки краєзнавців. З березня 2006 р. — голова осередку НТШ у Дніпропетровську. Дійсний член НТШ (2017).

## Родина
Дружина — Тетяна Анатоліївна (1960 р. нар.)
Донька — Ганна Сергіївна (1988 р. нар.)

## Нагороди
2003 р. — Подяка Президента України
2007 р. — Відмінник освіти України
2008 р. — Заслужений працівник освіти України

## Цікаві факти
Цікавиться поезією, квітникарством, садівництвом.

## Вибрана бібліографія праць
МОНОГРАФІЇ, ЗБІРКИ НАУКОВИХ ПРАЦЬ
Народництво в Україні 60—80-х років ХІХ століття. Аналіз публікацій документальних джерел. — Д.: Видавництво ДДУ, 1995. — 240 с.
Народництво в Україні 60—80-х років ХІХ століття. Теоретичні проблеми джерелознавства та історії. — Д.: Видавництво "Навчальна книга", 1999. — 240 с.
Суспільний рух на Катеринославщині у 50—80-х роках ХІХ століття. — Д.: Видавництво ДНУ, 2006. — 268 с.
Світ модерної України кінця XVIII — початку XX століття. Збірник наукових праць. — Д.: Герда, 2007. — 458 с.
Національна Книга Пам`яті жертв Голодомору 1932—1933 років в Україні. Дніпропетровська область. — Д.: АРТ—ПРЕС, 2008. — 1248 с.
Історія Дніпропетровського національного університету імені Олеся Гончара. — Д.: Видавництво Дніпропетровського національного університету, 2008. — 308 с.
Професори Дніпропетровського національного університету імені Олеся Гончара 1918—2008. — Д.: Видавництво Дніпропетровського національного університету, 2008. — 596 с.
Діячі державної влади та місцевого самоврядування Дніпропетровської області. Історичні нариси. Том 1. — Д.: АРТ—ПРЕС, 2009. — 448 с.
Діячі державної влади та місцевого самоврядування Дніпропетровської області. Історичні нариси. Том 2. — Д.: АРТ—ПРЕС, 2010. — 400 с.
Історична пам`ять Дніпровщини. Колективна монографія. — Д.: Моноліт, 2012. — 476 с.
Усна історія Дніпропетровського національного університету імені Олеся Гончара. Том 1. — Д.: Ліра, 2013. — 652 с.
НАУКОВІ СТАТТІ
Генезис українського народолюбства // Київська старовина. — К., 1999. — № 2. — С. 29—47.
Народництво в Україні: сучасний погляд на проблему (ч. І) // Український історичний журнал. — К., 1997. — № 3 (414). — С. 41—49.
Народництво в Україні: сучасний погляд на проблему (ч. II) // Український історичний журнал. — К., 1997. — № 4 (415). — С. 29—38.
Українські громади другої половини ХІХ — початку XX ст. (особливості ідеології та діяльності) // Київська старовина. — К., 1998. — № 2. — С. 9—28.
Народолюбець Олександр Стронін // Київська старовина. — К., 2002. — № 6. — С. 143—155.
Українські народолюбці Катеринославщини: Іван Манжура // Грані. — Д., 2002. — № 3 (23). — С. 14—18.
Українські народолюбці Катеринославщини: Яків Новицький // Грані. — Д., 2002. — № 5 (25). — С. 3—10.
Микола Колодкевич: доля людини і суспільного діяча // Краєзнавство. — К., 2003. — № 1—4. — С. 127—132.
Історія України в історіософському вимірі "Кобзаря" Т. Г. Шевченка // Вісник Дніпропетровського університету. Серія "Історія та археологія". — Д.: Виданництво Дніпропетровського університету, 2004. — № 5. — С. 3—14.
Україна в історіософській концепції Івана Франка / Світ модерної України кінця XVIII — початку XX століття. Збірник наукових праць. — Д.: Герда, 2007. — С. 266—275.
Україна в історіософії Михайла Грушевського: основні проблеми дослідження / Світ модерної України кінця XVIII — початку XX століття. Збірник наукових праць. — Д.: Герда, 2007. — С. 276—285.
Українське народництво ХІХ ст. в науковій спадщині академіка М. С. Грушевського // Осягнення історії: збірник наукових праць на пошану проф. М. П. Ковальського. — Острог—Нью-Йорк, 1999. — № 2. — С. 451—461.
Народництво Наддніпрянщини 60—80-х років ХІХ століття у фондах особового походження архівів, відділів рукописів науково-дослідних установ та бібліотек України // Вісник Дніпропетровського університету. Серія "Історія та археологія". — Вип. 6. — Д.: РВВ ДНУ, 2001. — С. 25—35.
Народництво Наддніпрянської України 60—80-х років ХІХ століття у фондах особового походження центральних російських архівів // Вісник Дніпропетровського університету. Серія "Історія та археологія". — Вип. 11. — Д.: Виданництво Дніпропетровського університету, 2003. — С. 143—156.
"Сповідь" народника Л. І. Голікова // Дніпропетровський історико-археографічний збірник. Випуск 1. На пошану професора Миколи Павловича Ковальського. — Д.: Промінь, 1997. — С. 434—443.
Неизвестный уставной документ народовольчества // Отечественные архивы. — М., 1995. — № 4. — С. 73—77.
Невідома програма Київського гуртка українських народолюбців О. О. Доброграєвої середини 1880-х рр. // Наукові записки: Збірник молодих вчених та аспірантів. Т. 2. — К.: Інститут української археографії та джерелознавства ім. М. С. Грушевського НАН України, 1997. — С. 256—270.